# Correnti costiere
Le correnti costiere sono prodotte al margine di un bacino (marino o lacustre) dallo spostamento di masse d'acqua perpendicolarmente e parallelamente all'andamento della linea di costa.

## Origine e meccanismi di trasporto
All'origine del fenomeno vi è la combinazione di tre fattori: 
- Azione del vento. I venti dominanti in un dato periodo controllano la direzione del moto ondoso rispetto alla costa e l'afflusso d'acqua verso di essa, determinandone portata e velocità.

- Azione del moto ondoso. Le onde, entrando in acqua bassa, interagiscono con il fondale rallentando e trasformando progressivamente il loro moto da oscillatorio a traslatorio. Infine si frangono dissipando gran parte della loro energia sotto forma di turbolenza e proseguendo la loro corsa fino alla battigia come onde di traslazione.[2]

- Azione della marea. L'escursione della marea, trasportando l'acqua del bacino alternativamente verso costa e verso mare provoca di conseguenza correnti prevalentemente perpendicolari alla linea costiera.

## Tipi di corrente costiera

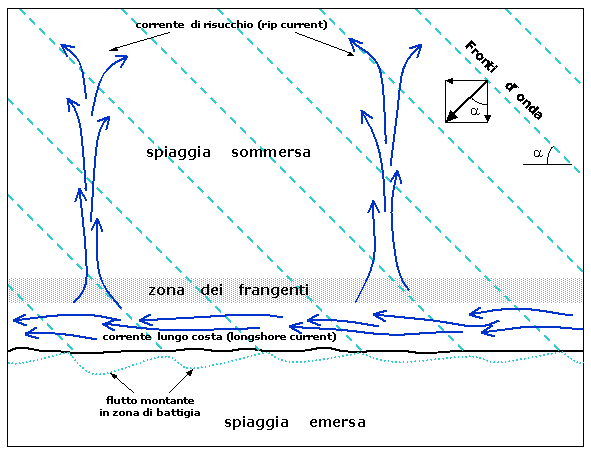
Le principali correnti costiere. Con fronti d'onda obliqui rispetto alla linea di costa, si hanno due componenti di movimento: perpendicolare e parallela alla spiaggia. La componente parallela è responsabile della formazione della corrente lungo costa all'interno della zona dei frangenti. Le correnti di risucchio si formano per la differenza di pressione tra le acque sotto costa e quelle esterne alla zona dei frangenti, determinata dall'accumulo d'acqua conseguente alla corrente lungo costa. La velocità delle correnti lungo costa e di risucchio è proporzionale all'angolo tra i fronti d'onda e la costa.

### Flusso di ritorno
La frangenza delle onde determina un trasporto continuo di acqua verso costa, che deve essere compensato da un flusso di ritorno. Questo flusso si localizza prevalentemente a contatto con il fondale nella zona di traslazione, e a mezz'acqua (tra la superficie e il fondo) all'esterno della linea dei frangenti. Questo tipo di flusso è generalizzato (non concentrato né localizzato in aree e fasce, come la maggior parte delle correnti costiere), e a bassa velocità (dell'ordine di pochi centimetri o decimetri al secondo).

### Corrente di deriva
Quando i fronti d'onda sono obliqui rispetto alla linea di costa, le onde hanno due componenti di movimento: una perpendicolare e una parallela alla costa. Entrambe le componenti diventano efficaci (cioè determinano trasporto di massa e non solo di energia) solo dopo la linea dei frangenti, nella zona di traslazione: la componente parallela alla costa determina una corrente pulsante, definita corrente di deriva (longshore current, o corrente lungo costa), che può raggiungere velocità dell'ordine di alcuni decimetri al secondo, fino a circa 1 m/s. Questo tipo di corrente è responsabile del trasporto di particelle di sedimento e di oggetti parallelamente alla costa: la deriva litorale (littoral drift). La corrente di deriva è uno dei principali fattori che controllano la sedimentazione e l'erosione delle coste, trasportando il sedimento per notevoli distanze e dando origine a corpi sedimentari particolari, i cordoni litorali e i tomboli, in corrispondenza di rientranze e irregolarità della costa, come golfi e delta fluviali, e dando origine talora a vere e proprie lagune.

### Corrente di risacca
L'accumulo d'acqua parallelamente alla costa causato dalle correnti lungo costa determina la formazione di un gradiente di pressione rispetto alle acque esterne alla linea dei frangenti. Questa differenza di pressione richiede a sua volta una corrente di compensazione per ristabilire condizioni di equilibrio. Questo tipo di corrente si definisce corrente di risacca (o di risucchio). Si tratta di una corrente localizzata (a differenza del flusso di ritorno), con decorso perpendicolare alla costa, che raggiunge velocità intorno a 60 - 100 cm/s e "raschia" il fondale scavando veri e propri canali. La presenza di queste correnti può essere causa di notevole pericolo per le persone che si avventurano in acqua, sia per l'aumento improvviso della profondità in corrispondenza dei canali, sia per la forza stessa della corrente, soprattutto in regime di mare mosso o agitato.

### Corrente di marea
Un particolare tipo di correnti costiere sono inoltre le correnti di marea (tidal currents), che hanno origine dall'escursione mareale. Il fenomeno è presente in bacini marini e oceanici e in bacini lacustri di grande estensione (come ad esempio i grandi laghi del rift africano). In tali contesti, su coste basse e debolmente inclinate, le correnti di marea possono raggiungere velocità e forza notevole (fino ad alcuni metri al secondo), e possono erodere i sedimenti costieri formando veri e propri canali che penetrano nell'entroterra dal mare. Il flusso e riflusso della marea, nella zona compresa tra i livello di bassa e di alta marea (zona intertidale) dà quindi luogo ad erosione, trasporto e ridistribuzione dei sedimenti sia verso terra che verso mare, formando un particolare ambiente sedimentario: la piana di marea.
Nei delta che sfociano in bacini a regime macrotidale (con escursione di marea superiore a 2 metri), le correnti di marea invadono i canali distributori del delta stesso, influenzandone il decorso e la sedimentazione, mentre nelle zone tra i canali deltizi (zone interdistributarie), si possono formare piane di marea.
Dove le maree hanno una escursione notevole il trasporto di acqua e sedimento lungo costa è generalmente molto limitato.
Le correnti di marea nella zona intertidale possono essere molto pericolose, sia nel periodo di flusso (marea montante) sia nel periodo di riflusso (marea calante), ma soprattutto in quest'ultimo caso, con il rischio per le persone eventualmente sorprese dal fenomeno di essere travolte e trasportate entro la zona subtidale  e di annegarvi. Il rischio è maggiore nelle piane di marea sulle coste oceaniche e comunque dove l'escursione di marea è più elevata, ma non deve essere sottovalutato in alcun caso, neppure sulle spiagge mediterranee.

### Processi fisici
- Onda marina

### Ambienti
- Costa
- Spiaggia
- Piana di marea
- Delta fluviale

### Fattori di rischio antropico
- Inondazione
- Bagnino di salvataggio
- Inquinamento